# فلزیاب حرفه‌ای

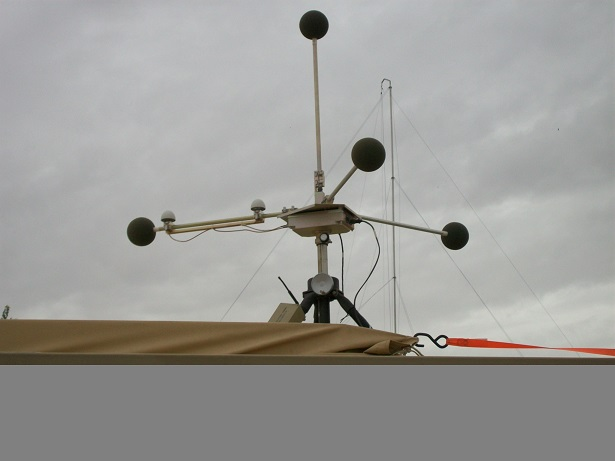
این تصویر نمای نزدیکی از بخش بالایی یک کشتی است که تجهیزات مختلف ناوبری و احتمالاً فلزیاب روی آن نصب شده‌اند. این تجهیزات که بر فراز کشتی قرار دارند، شامل آنتن‌ها، رادارها، و سایر ابزارهای الکترونیکی برای کمک به ناوبری در دریا می‌شوند. فلزیاب‌ها ممکن است برای شناسایی اجسام فلزی در زیر آب استفاده شوند که این عملکرد در کشتی‌های تحقیقاتی یا کشتی‌هایی که در جستجوی گنج یا بازیافت مواد غرق شده هستند، کاربرد دارد. این تجهیزات می‌توانند به اطمینان از ایمنی و دقت بیشتر در ناوبری کشتی کمک کنند و در مواقعی نیز می‌توانند در جستجوهای زیرآبی به کار روند.

فلزیاب حرفه‌ای در نوع عملیات برای تجسس هدف اصلی یا طلا یا برای نقطه زنی در شرایط تصویری نیازی به حضور یا وجود کویل یا لوپ با سیم پیچ نداشته و دارای سنسور مادون قرمز یا سنسور التراسونیک یا سنسور نوری حرارتی می‌باشد.

## فلزیاب حرفه‌ای دارای صدا
فلزیاب حرفه‌ای یا رادار زمین دستی حرفه‌ای یا معدن یاب حرفه‌ای که دارای صدا می‌باشد باید دارای تنظیمات مربوط به صدا در وضعیت تغییر نوع صدا به صورت دستی توسط اپراتور فلزیاب باشد و فلزیاب حرفه‌ای یا رادار زمینی دستی حرفه‌ای یا معدن یاب حرفه‌ای دارای صدا دارای تنظیمات صدا به صورت تند و بم و تیک تیک می‌باشد و نوع صدا را می‌تواند اپراتور با کلید PU/TON تعیین نموده و با تن اجاست TONE ADJUST وضعیت صدا زمینه را تغییرات داده تا بهترین صدا زمینه در آن محدوده بدست آورد.

## پیشرفته ترین فلزیاب
پیشرفته‌ترین فلزیاب یا فلزیاب حرفه‌ای PROFESSIONAL در نوع طراحی مدار خود می‌تواند از باتری‌های کوچک نیز بهره ببرد زیرا قطعات الکترونیک جدید بسیار کوچک و با توان بالا و کارایی با کیفیت خوب می‌باشد و عملکرد قطعات الکترونیک جدید که در فلزیاب حرفه‌ای پیشرفته فرکانسی بکار برده می‌شود به نسبت نوع و مدل خود بسیار قوی تر عمل نموده و دارای ابعاد کوچکتر به نسبت دیگر فلزیاب‌های مغناطیسی می‌باشد و از آنجا که در فلزیاب‌های فرکانسی طبق اصول رادار می‌توان از کویل یا لوپ بهره نبرده و سنسورهایی با عملکرد جریان فرکانس عمل مینماید حمل و نقل آن نیز آسان تر است.

## فلزیاب حرفه‌ای
فلزیاب حرفه‌ای پیشرفته که از دسته جدیدترین فلزیاب‌ها می‌باشد دارای مدار الکترونیکی ردیاب یا شعاع زن آنتنی با فلزیاب تصویری به همراه هم در یک مدار طراحی شده‌است و توان آن برای تشخیص اهداف بالا در زمینه تفکیک DISCRIMINATION طلا، نقره، مس، روی، آهن، نیکل و کروم بسیار دقیق می‌باشد.
البته فلزیاب فوق حرفه‌ای پیشرفته نیز در نوع فلزیاب تصویری و آنتنی یا فلزیاب ترکیبی یا فلزیاب چند منظوره نیز به بازار فلزیاب ارائه میگردد که دارای انواع سنسور با توان عملیاتی فرکانس و تشعشعات الکترومغناطیس می‌باشد و همین نوع سیستم فرکانسی می‌تواند با کویل یا لوپ سیم پیچ دار نیز به صورت مجزا یا همراه سنسور نوری حرارتی یا سنسور مادون قرمز یا سنسور التراسونیک عمل نماید.

## انواع فلزیاب حرفه‌ای
فوق پیشرفته‌ترین فلزیاب‌های امروزه در دنیا از نوع فلزیاب‌های فرکانسی، فرکانس القایی، فلزیاب جذبی و رادار زمینی دستی با تنظیمات تفکیک و تشخیص EDIT یا VDI DISC و سطح و حجم ترشهولد THRESHOLD یا تارگت ایکس TARGET X می‌باشد.

## قدرت فلزیاب حرفه‌ای
قدرت فلزیاب حرفه‌ای یا رادار زمینی دستی یا معدن یاب به نوع آن بستگی دارد ولی قدرت فلزیاب حرفه‌ای به داشتن اطلاعات از نوع عملکرد فلزیاب نیز وابسته است و کار کردن با یک فلزیاب حرفه‌ای باید با دقت به انجام برسد زیرا یک فلزیاب حرفه‌ای برای کار حرفه‌ای طراحی شده‌است و کار فلزیاب حرفه‌ای به مراحل دقیق شرایط تشخیص هدف به نسبت نوع مواد معدنی و منابع صحنه کار و وضعیت آلیاژ هدف وابسته است و این ایجاد ارتباط به قدرت کار اپراتور فلزیاب یا رادار زمینی دستی یا معدن یاب وابسته است.

## جستار های وابسته
- فلزیاب
- Detectorists
- رادار
- نگاره
- فلزیاب حرارتی راداری
- فلزیاب تصویری